# Henri LI Reuss d'Ebersdorf
Henri LI Reuss-Ebersdorf (né le 16 mai 1761 à Ebersdorf et mort le 10 juillet 1822 au même lieu) est un prince Reuss, à Ebersdorf.

## Biographie
Henri LI est le fils du comte Henri XXIV Reuss d'Ebersdorf et de son épouse la comtesse Caroline-Ernestine d'Erbach-Schönberg. Il succède à son père en 1779 en tant que comte d'Ebersdorf. Le 9 avril 1806, il est nommé prince Reuss, à Ebersdorf. Il est entré en 1807, dans la confédération du Rhin et 1815, et dans la Confédération germanique.
Henri LI épouse, le 16 août 1791 Louise (1772-1832), fille du comte de Gotthelf Adolphe de Hoym et ils ont les enfants suivants:
- Caroline (1792-1857)
- Henri LXXII Reuss d'Ebersdorf (de) (1797-1853)
- Adélaïde (1800-1880) ∞ 1820, le prince Henri LXVII Reuss branche cadette

## Sources
- Thomas Gehrlein: La Maison De Reuss. Les personnes âgées et les Jeunes en Ligne (= Allemand de la Péninsule. 19). 2., Édition révisée. Borde-Verlag, Werl, 2006,  (ISBN 3-9810315-3-9).